# Piotr Durnovo

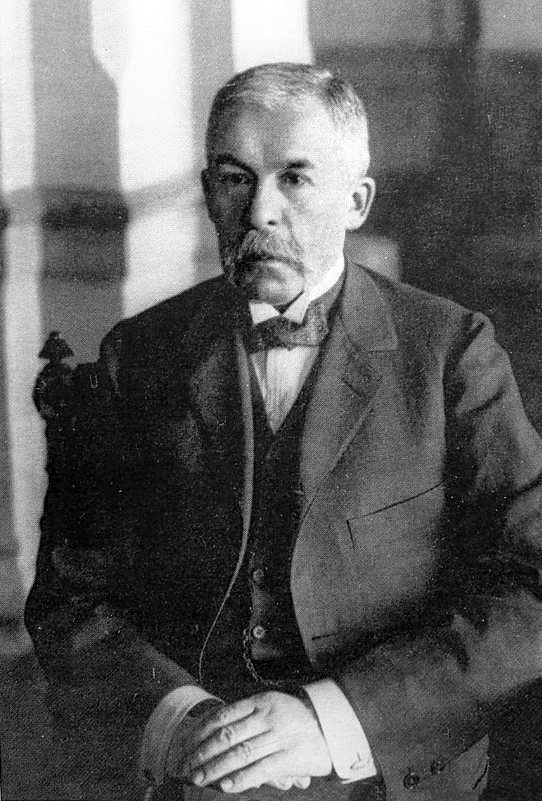
Piotr Durnovó.

Piotr Nikoláievich Durnovó (en idioma ruso: Пётр Никола́евич Дурновó) (Moscú, 1845 - San Petersburgo, 24 de septiembre de 1915) fue un abogado de la Rusia imperial y político.

## Biografía
Durnovó nació en Moscú en 1845. Se licenció en la Escuela Naval Imperial y la Academia Naval de Derecho. Entró en el Ministerio de Justicia hasta llegar al cargo de procurador asistente de la Corte de apelaciones de Kiev, y fue transferido al Ministerio del Interior en 1881. Fue nombrado director de Policía en 1884 y permaneció en este cargo hasta el 1893, cuando fue forzado a dimitir debido a un desacuerdo con el embajador español en Rusia, que estuvo implicado en un abuso de poder de la policía. Fue nombrado para el Gobierno del Senado del Imperio Ruso en 1893. En 1900, fue nombrado adjunto al ministro del Interior en el servicio de Correos y Telégrafos a instancias de Dmitri Serguéievich Sipyagin. Estuvo en este cargo hasta 1905, cuando Nicolás II lo nombró ministro del Interior por recomendación de Serguéi Witte. Desde la posesión de su cargo en el ministerio del Interior, Piotr Durnovó tomó medidas draconianas. Siguiendo sus órdenes, el ejército fue desplegado en Polonia para mantener el orden. Dirigió violentas represiones en contra de los mujíks de Asia central y oriental. En la región del Cáucaso, la policía hizo fuertes represiones. También siguiendo sus órdenes, el general Orlov se dirigió a Estonia y Letonia donde restableció el orden por la revuelta de los campesinos contra la nobleza báltica. Los obreros del ferrocarril se movilizaron para detener el tránsito del Transiberiano e impedir el retorno de las tropas procedente de Manchuria. Una severa represión contra estos ferroviarios fue dirigida por el general Rennenkampf y el general Möller-Zakomelski. En todo el Imperio de Rusia arrestó a campesinos, obreros o desertores. La represión ordenada por Piotr Durnovó fue terrible; tuvieron lugar numerosas ejecuciones, además de castigos como latigazos. Estas represiones provocaron la insurrección de Moscú del 15 de diciembre de 1905 que se saldó con dieciocho mil muertos y más de treinta mil heridos (entre soldados de regimientos imperiales y obreros). Piotr Stolypin le sucedió en 1906 en el Ministerio del Interior tras la dimisión de Witte de la Presidencia del Consejo de Ministros.
Durnovó destacó por su oposición a las buenas relaciones con el Reino Unido y a favor de estrechar las relaciones con Alemania. Creía que los intereses alemanes y los rusos eran complementarios, mientras que una guerra entre los dos imperios sólo podría ocasionar la destrucción de ambas monarquías. En 1914 explicó sus puntos de vista a Nicolás II, la mayoría de los cuales se hicieron realidad inmediatamente después de la Primera Guerra Mundial.
Fue el último ministro del Interior del Imperio ruso que murió de causas naturales. Sus seis sucesores fueron asesinados durante el Terror Rojo.